# ローレン・グロッピー
ローレン・グロッピー（Laurent Groppi, 1983年1月19日 - ）は、フランスのレーシングドライバー。
2003年にフォーミュラ・キャンパスチャンピオンを獲得し、2006年にフランスフォーミュラ・ルノー2.0でチャンピオンを獲得した。グロッピーはまた、ユーロカップフォーミュラルノー2.0にも出場した。 2007年にフランスのGTチャンピオンシップで2位となり、オレカのサリーン・S7Rで2007年のル・マン24時間レースGT1クラスで5位に入賞した。
ルマン・シリーズGT1クラスでは、5位となった他、 2010年にチーム・ラルブルでフランスGT選手権のタイトルを獲得した。

## ル・マン24時間レースの成績
| 年     | チーム                     | コ・ドライバー                              | 車両                             | クラス | 周回 | 総合順位 | クラス順位 |
| ------ | -------------------------- | ------------------------------------------- | -------------------------------- | ------ | ---- | -------- | ---------- |
| 2007年 | チーム・オレカ             | ジャン＝フィリップ・ベロク ニコラ・プロスト | サリーン・S7-R                   | GT1    | 337  | 10位     | 5位        |
| 2008年 | チーム・オレカ・マトム－ト | ロイック・デュバル ソエイル・アヤリ         | クラージュ-オレカ・LC70-ジャッド | LMP1   | 357  | 8位      | 8位        |